# 有機溶剤作業主任者
有機溶剤作業主任者（ゆうきようざいさぎょうしゅにんしゃ）は、労働安全衛生法に定められた作業主任者(国家資格)のひとつであり、有機溶剤作業主任者技能講習を修了した者の中から事業者により選任される。
また、主任者となるための技能講習を修了した者すなわち資格取得者のこと、あるいは資格そのものを指すこともある。

## 概要
- 有機溶剤による身体的な被害防止の指揮・監督を行う。また、労働安全衛生上の労働者の衛生の確保にも配慮する。同時に、消防上の危険物の取扱の点からも知識と経験も求められる。
- シンナー、ラッカーを扱う塗料販売業、塗装業、ドライクリーニング用の溶剤を扱うクリーニング業、燃料タンクやピット等で作業する清掃業、インキや溶剤を扱う工場、分析・検査業務など、資格の必要な職場は幅広い。これらの現場責任者、管理者等が持つ必置資格である。
- 資格の需要が多いため技能講習の参加者も多く、講習会も頻繁に行われている。

### 対象となる有機溶剤
労働安全衛生法施行令第6条18号及び同施行令別表第3第2号下記項目
- 特別有機溶剤等

1. エチルベンゼン 3の3
2. クロロホルム 11の2 旧第一種
3. 四塩化炭素 18の2 旧第一種
4. 1・4 - ジオキサン 18の3 旧第二種
5. 1・2 - ジクロロエタン（別名　二塩化エチレン）18の4 旧第一種
6. 1・2 - ジクロロプロパン 19の2
7. ジクロロメタン（別名 二塩化メチレン）19の3 旧第二種
8. スチレン 22の2 旧第二種
9. 1・1・2・2 ― テトラクロロエタン（別名 四塩化アセチレン）22の3 旧第一種
10. テトラクロロエチレン（別名 パークロルエチレン）22の4 旧第二種
11. トリクロロエチレン 22の5 旧第一種
12. メチルイソブチルケトン 33の2 旧第二種

労働安全衛生法施行令第6条22号及び同施行令別表第6の2
- 第一種

1. 1・2 - ジクロルエチレン（別名 二塩化アセチレン）
2. 二硫化炭素

- 第二種

1. アセトン
2. イソブチルアルコール
3. イソプロピルアルコール
4. イソペンチルアルコール（別名 イソアミルアルコール）
5. エチルエーテル
6. エチレングリコールモノエチルエーテル（別名 セロソルブ）
7. エチレングリコールモノエチルエーテルアセタート（別名 セロソルブアセタート）
8. エチレングリコールモノーノルマルーブチルエーテル（別名 ブチルセロソルブ）
9. エチレングリコールモノメチルエーテル（別名 メチルセロソルブ）
10. オルト - ジクロルベンゼン
11. キシレン
12. クレゾール
13. クロルベンゼン
14. 酢酸イソブチル
15. 酢酸イソプロピル
16. 酢酸イソペンチル（別名 酢酸イソアミル）
17. 酢酸エチル
18. 酢酸ノルマル - ブチル
19. 酢酸ノルマル - プロピル
20. 酢酸ノルマル - ペンチル（別名 酢酸ノルマル - アミル）
21. 酢酸メチル
22. シクロヘキサノール
23. シクロヘキサノン
24. N・N - ジメチルホルムアミド
25. テトラヒドロフラン
26. 1・1・1 - トリクロルエタン
27. トルエン
28. ノルマルヘキサン（ヘキサン）
29. 1 - ブタノール
30. 2 - ブタノール
31. メタノール
32. メチルエチルケトン
33. メチルシクロヘキサノール
34. メチルシクロヘキサノン
35. メチル - ノルマルーブチルケトン

- 第三種

1. ガソリン
2. コールタールナフサ（ソルベントナフサを含む）
3. 石油エーテル
4. 石油ナフサ
5. 石油ベンジン
6. テレビン油
7. ミネラルスピリツト（ミネラルシンナー、ペトロリウムスピリツト、ホワイトスピリツト及びミネラルターペン含む）

- 前各号に掲げる物のみから成る混合物

受講資格 主に18才以上（都道府県により異なる。）

## 技能講習
- 地域により頻度は異なるがおおむね数か月に1回（東京は月2回）程度行われている。カリキュラムは2日間の学科講習。実技はない。

### 講習科目
1. 健康障害及びその予防措置に関する知識（4時間）
2. 作業環境の改善方法に関する知識（4時間）
3. 保護具に関する知識（2時間）
4. 関係法令（2時間）
5. 修了試験